# Holopogon cornutus
Holopogon cornutus är en tvåvingeart som beskrevs av Oskar Theodor 1980. Holopogon cornutus ingår i släktet Holopogon och familjen rovflugor.
Artens utbredningsområde är Israel. Inga underarter finns listade i Catalogue of Life.